# Удельное электрическое сопротивление
Уде́льное электри́ческое сопротивле́ние (удельное сопротивление) — физическая величина, характеризующая способность материала препятствовать прохождению электрического тока. Выражается в Ом·метр (в системе СИ) или Ом·мм (часто в техническом проектировании). Удельное электрическое сопротивление принято обозначать греческой буквой ρ. Величина, обратная удельному сопротивлению, называется удельной проводимостью (также удельной электропроводностью).

## Физическая сущность
Удельное сопротивление материала также зависит от температуры. В отличие от электрического сопротивления, являющегося свойством некого тела (заполненной жидкостью или газом области пространства) и зависящего от формы размеров и материала тела (заполненной жидкостью или газом области пространства), удельное электрическое сопротивление есть свойство только вещества.
Электрическое сопротивление однородного проводника с удельным сопротивлением ρ, длиной l и площадью поперечного сечения S может быть рассчитано по формуле:
{\displaystyle R={\frac {\rho \cdot l}{S}}.}
Предполагается, что ни площадь, ни форма поперечного сечения не меняются вдоль проводника. Соответственно, для ρ выполняется равенство:
{\displaystyle \rho ={\frac {R\cdot S}{l}}.}
Из этой формулы следует: физический смысл удельного сопротивления вещества заключается в том, что оно представляет собой сопротивление изготовленного из этого вещества однородного проводника единичной длины и с единичной площадью поперечного сечения. При этом {\displaystyle l} может означать как длину так и толщину материала.

## Единицы измерения
Единица измерения удельного сопротивления в Международной системе единиц (СИ) — Ом·м. 
Из формулы {\displaystyle \rho =R\cdot S/l\,} понятно, что удельное сопротивление произвольного вещества, выраженное в единицах СИ, численно равно сопротивлению участка электрической цепи, выполненного из данного вещества, длиной в 1 м и площадью поперечного сечения в 1 м2.
В технике также применяется устаревшая внесистемная единица Ом·мм2/м, равная 1·10−6 Ом·м = 1 мкОм·м. Данная единица равна такому удельному сопротивлению вещества, при котором однородный проводник длиной 1 м с площадью поперечного сечения 1 мм2, изготовленный из этого вещества, имеет сопротивление, равное 1 Ом. Соответственно, удельное сопротивление какого-либо вещества, выраженное в этих единицах, численно равно сопротивлению участка электрической цепи, выполненного из данного вещества, длиной 1 м и площадью поперечного сечения 1 мм2.

## Зависимость от температуры
Величина, учитывающая термическое изменение удельного электрического электрического сопротивления называется температурный коэффициент удельного сопротивления.
В чистых металлах и большинстве сплавов удельное электрическое сопротивление растёт при увеличении температуры. Это объясняется тем, что с ростом температуры увеличивается интенсивность колебания атомов в узлах кристаллической решетки проводника, что препятствует движению свободных электронов.
В полупроводниках и диэлектриках удельное электрическое сопротивление с ростом температуры уменьшается. Это объясняется тем, что с увеличением температуры увеличивается концентрация носителей электрического заряда.
Величина, учитывающая изменение удельного электрического сопротивление от температуры называют температурным коэффициентом удельного сопротивления.

## Обобщение понятия удельного сопротивления
Удельное сопротивление можно определить также для неоднородного материала, свойства которого меняются от точки к точке пространства материала. В этом случае удельное электрические сопротивление уже не константа, но скалярная функцией координат — коэффициентом, связующим напряжённость электрического поля {\displaystyle {\vec {E}}({\vec {r}})} и плотность тока {\displaystyle {\vec {J}}({\vec {r}})} в данной точке {\displaystyle {\vec {r}}}. Указанная связь выражается законом Ома в дифференциальной форме:
{\displaystyle {\vec {E}}({\vec {r}})=\rho ({\vec {r}}){\vec {J}}({\vec {r}}).}
Эта формула верна для неоднородного но изотропного вещества. Вещество может быть и анизотропно (большинство кристаллов, намагниченная плазма и т. д.), — то есть его свойства могут зависеть от направления. В этом случае удельное сопротивление как функция функция пространственных координат представляет собой тензор второго ранга, содержащим девять компонент {\displaystyle \rho _{ij}}. В анизотропном веществе векторы плотности тока и напряжённости электрического поля в каждой данной точке вещества не сонаправлены, — связь между ними выражается уравнением:
{\displaystyle E_{i}({\vec {r}})=\sum _{j=1}^{3}\rho _{ij}({\vec {r}})J_{j}({\vec {r}}).}
В анизотропном, но однородном веществе тензор {\displaystyle \rho _{ij}} от координат не зависит.
Тензор {\displaystyle \rho _{ij}} симметричен, то есть для любых {\displaystyle i} и {\displaystyle j} выполняется {\displaystyle \rho _{ij}=\rho _{ji}.}
Как и для всякого симметричного тензора, для {\displaystyle \rho _{ij}} можно выбрать ортогональную систему декартовых координат, в которых матрица {\displaystyle \rho _{ij}} становится диагональной, — приобретает вид, при котором из девяти компонент {\displaystyle \rho _{ij}} отличными ненулевые лишь три: {\displaystyle \rho _{11}}, {\displaystyle \rho _{22}} и {\displaystyle \rho _{33}}. В этом случае, обозначив {\displaystyle \rho _{ii}} как {\displaystyle \rho _{i}}, вместо предыдущей формулы получаем более простую:
{\displaystyle E_{i}=\rho _{i}J_{i}.}
Величины {\displaystyle \rho _{i}} называют главными значениями тензора удельного сопротивления.

## Связь с удельной проводимостью
В изотропных материалах связь между удельным сопротивлением {\displaystyle \rho } и удельной проводимостью {\displaystyle \sigma } выражается равенством:
{\displaystyle \rho ={\frac {1}{\sigma }}.}
В случае анизотропных материалов связь между компонентами тензора удельного сопротивления {\displaystyle \rho _{ij}} и тензора удельной проводимости {\displaystyle \sigma _{ij}} имеет более сложный характер. Закон Ома в дифференциальной форме для анизотропных материалов имеет вид:
{\displaystyle J_{i}({\vec {r}})=\sum _{j=1}^{3}\sigma _{ij}({\vec {r}})E_{j}({\vec {r}}).}
Из этого уравнения и приведённого ранее соотношения для {\displaystyle E_{i}({\vec {r}})} следует, что тензор удельного сопротивления является обратным тензору удельной проводимости. С учётом этого для компонент тензора удельного сопротивления выполняется:
{\displaystyle \rho _{11}={\frac {1}{\det(\sigma )}}[\sigma _{22}\sigma _{33}-\sigma _{23}\sigma _{32}],}
{\displaystyle \rho _{12}={\frac {1}{\det(\sigma )}}[\sigma _{33}\sigma _{12}-\sigma _{13}\sigma _{32}],}
где {\displaystyle \det(\sigma )} — определитель матрицы, составленной из компонент тензора {\displaystyle \sigma _{ij}}.
Остальные компоненты тензора удельного сопротивления получаются из приведённых уравнений в результате циклической перестановки индексов 1, 2 и 3.

## Удельное электрическое сопротивление некоторых веществ

### Металлические монокристаллы
В таблице приведены главные значения тензора удельного сопротивления монокристаллов при температуре 20 °C.
| Кристалл | ρ1=ρ2, 10−8 Ом·м | ρ3, 10−8 Ом·м |
| -------- | ---------------- | ------------- |
| Олово    | 9,9              | 14,3          |
| Висмут   | 109              | 138           |
| Кадмий   | 6,8              | 8,3           |
| Цинк     | 5,91             | 6,13          |
| Теллур   | 2,90·109         | 5,9·109       |

### Металлы и сплавы, применяемые в электротехнике
Разброс значений обусловлен разной химической чистотой металлов, способов изготовления образцов, изученных разными учеными и непостоянством состава сплавов.
| Металл   | ρ, мкОм·м     |
| -------- | ------------- |
| Серебро  | 0,015…0,0162  |
| Медь     | 0,01724…0,018 |
| Золото   | 0,023         |
| Алюминий | 0,0262…0,0295 |
| Иридий   | 0,0474        |
| Молибден | 0,054         |
| Вольфрам | 0,053…0,055   |
| Цинк     | 0,059         |
| Никель   | 0,087         |
| Железо   | 0,098         |
| Платина  | 0,107         |
| Олово    | 0,12          |
| Свинец   | 0,217…0,227   |
| Титан    | 0,5562…0,7837 |
| Висмут   | 1,2           |

| Сплав      | ρ, мкОм·м   |
| ---------- | ----------- |
| Сталь      | 0,103…0,137 |
| Никелин    | 0,42        |
| Константан | 0,5         |
| Манганин   | 0,43…0,51   |
| Нихром     | 1,05…1,4    |
| Фехраль    | 1,15…1,35   |
| Хромаль    | 1,3…1,5     |
| Латунь     | 0,025…0,108 |
| Бронза     | 0,095…0,1   |

Значения даны при температуре t = 20 °C. Сопротивления сплавов зависят от их химического состава и могут варьироваться. Для чистых веществ колебания численных значений удельного сопротивления обусловлены различными методами механической и термической обработки, например, отжигом проволоки после волочения.

### Другие вещества
| Вещество                      | ρ, мкОм·м |
| ----------------------------- | --------- |
| Сжиженные углеводородные газы | 0,84⋅1010 |

## Тонкие плёнки
Сопротивление тонких плоских плёнок (когда её толщина много меньше расстояния между контактами) принято называть «удельным сопротивлением на квадрат», {\displaystyle R_{\mathrm {Sq} }.} Этот параметр удобен тем, что сопротивление квадратного куска проводящей плёнки не зависит от размеров этого квадрата, при приложении напряжения по противоположным сторонам квадрата. При этом сопротивление куска плёнки, если он имеет прямоугольную форму, не зависит от его линейных размеров, а только от отношения длины (измеренной вдоль линий тока) к его ширине L/W: {\displaystyle R_{\mathrm {Sq} }=RW/L,} где R — измеренное сопротивление. В общем случае, если форма образца отличается от прямоугольной, и поле в плёнке неоднородное, используют метод ван дер Пау.